# San Antonio, Uvalde and Gulf Railroad
Die San Antonio, Uvalde and Gulf Railroad (SAU&G) war eine Bahngesellschaft im US-Bundesstaat Texas, die Bahnstrecken mit einer Gesamtlänge von rund 520 km betrieb. Das 1909 gegründete Unternehmen stand ab 1925 unter Kontrolle der Missouri Pacific Railroad (MP), agierte aber weiter als rechtlich und organisatorisch selbständige Gesellschaft, bis sie am 1. März 1956 in die MP integriert wurde.

## Geschichte
Am 19. April 1909 wurde in Crystal City ein Unternehmen namens Crystal City and Uvalde Railroad Company (CC&U) gegründet, um die namensgebenden Orte miteinander und mit umliegenden Siedlungen durch Bahnstrecken zu verbinden. Bis 1911 errichtete die Gesellschaft zwei zusammen 193 km lange, regelspurige Strecken von Uvalde südwärts über Crystal City nach Carrizo Springs sowie von Crystal City ostwärts über Los Angeles nach Fowlerton im La Salle County. Im nördlich des Orts Uvalde gelegenen Bahnhof Uvalde Junction bestand eine Verknüpfung mit einer Hauptstrecke der Galveston, Harrisburg and San Antonio Railway, einer Tochtergesellschaft der Southern Pacific Railroad.
Im Frühjahr 1912 fasste das Unternehmen den Beschluss, sein Streckennetz bis San Antonio und Corpus Christi zu erweitern und übernahm mit diesem Ziel die Mexico, San Antonio & Gulf Railroad (M, SA & G). Letztere betrieb zu diesem Zeitpunkt noch keine Bahnstrecke, besaß aber Grundstücke und Pläne für eine Verbindung von San Antonio nach Corpus Christi. Um die Expansion und Übernahme der M, SA & G deutlich zu machen, wurde der Firmenname der CC&U zum 4. April 1912 in San Antonio, Uvalde and Gulf Railroad Company geändert. Aus der Abkürzung des Firmennamens, SAU&G, entwickelte sich in den folgenden Jahren der Spitzname „Sausage“ (englisch für „Wurst“). Bereits am 19. November 1912 konnte die SAU&G eine zusammen 140 km lange Bahnverbindung zwischen Fowlerton, Pleasanton, North Pleasanton und San Antonio eröffnen. Die 188 km lange Strecke von North Pleasanton nach Corpus Christi folgte schrittweise bis 28. Februar 1914.
Den Investitionen standen jedoch nicht die erwarteten Einnahmen gegenüber, so dass die SAU&G am 14. August 1914 Insolvenz anmelden musste und unter Insolvenzverwaltung weiterbetrieben wurde. Die Gegend zwischen Pleasanton und Crystal City war dünn besiedelt und Hoffnungen auf schnelle wirtschaftliche Entwicklung durch den Eisenbahnbau schwanden mit dürrebedingten Missernten. Am 1. Dezember 1925 erwarb die New Orleans, Texas and Mexico Railway, ein vor allem unter dem Namen Gulf Coast Lines auftretendes Tochterunternehmen der Missouri Pacific Railroad, die SAU&G, woraufhin die Insolvenzverwaltung am 31. Dezember 1925 beendet wurde. Die SAU&G bestand mit neuem Eigentümer als selbständiges Unternehmen fort. Am 3. Mai 1933 musste die MP selbst Insolvenz anmelden und gelangte ihrerseits unter Insolvenzverwaltung. Dies erlaubte es der MP nicht, die SAU&G und andere erworbene Bahngesellschaften vollständig zu übernehmen. Zwar verstärkte die MP ihren Einfluss auf die SAU&G, doch das Unternehmen bestand rechtlich selbständig fort, bis die MP 1956 den Insolvenzstatus verlassen konnte. Am 1. März 1956 ging die SAU&G in der MP auf.

## Infrastruktur
Das Netz der SAU&G bestand zu seiner größten Ausdehnung aus drei Bahnstrecken mit einer Gesamtlänge von etwa 521 km:
- Uvalde–Crystal City–Carrizo Springs
- Crystal City–Fowlerton–North Pleasanton–San Antonio
- North Pleasanton–Corpus Christi

Alle drei Strecken gelangten 1956 noch zur Missouri Pacific Railroad (MP). Der Abschnitt von North Pleasanton über Fowlerton bis Gardendale, dem Kreuzungspunkt mit der MP-Strecke von San Antonio nach Laredo (Texas), war zu diesem Zeitpunkt allerdings bereits nahezu ohne Verkehr. 1959 wurde diese Teilstrecke stillgelegt und die Gleise abgebaut.
Die Strecke von Uvalde nach Carrizo Springs und der Abzweig von Crystal City bis Gardendale wurden 1987 als Rural Rail Transportation District (RRTD) Middle Rio Grande durch die drei Counties Dimmit, La Salle und Zavala übernommen. Ab 1990 führte die Crystal City Railroad dort den Güterverkehr durch. Diese Gesellschaft stellte ihren Betrieb aber bereits 1995 ein, als der Hauptkunde, eine Fabrik von Del Monte Foods in Crystal City, seine Bahntransporte beendete. Ein Großteil der Gleise wurde etwa zehn Jahre später entfernt. Lediglich ein kurzer, wenige hundert Meter langer Abschnitt in Gardendale blieb zur Bedienung von Industriebetrieben erhalten und wird durch die aus der Crystal City Railroad hervorgegangene Gardendale Railroad betrieben.
Die Verbindung von San Antonio über North Pleasanton nach Corpus Christi wurde hingegen zu einer Hauptverbindung im Netz der MP und ihres Nachfolgers, der Union Pacific Railroad.

## Verkehr
In den ersten Betriebsjahren hatten Personen- und Güterverkehr der SAU&G eine ähnlich hohe Bedeutung. Im Jahr 1916 verbuchte die Gesellschaft aus dem Personenverkehr Einnahmen in Höhe von 247.000 US-Dollar, aus dem Gütertransport 434.000 Dollar. Ab den 1930er-Jahren ging die Zahl der Reisenden vor allem durch den aufkommenden motorisierten Individualverkehr zurück. 1952 wurden nur noch 50.000 US-Dollar aus dem Personenverkehr eingenommen, aber 3,489 Millionen US-Dollar aus Fracht.
1957 wurde der Personenverkehr auf allen Strecken außer der Verbindung zwischen San Antonio und Corpus Christi eingestellt. Auf letzterer wurden noch bis in die 1960er-Jahre Reisende befördert.
Im Güterverkehr wurden vor allem landwirtschaftliche Produkte befördert, beispielsweise Gemüse aus der fruchtbaren Region um Carrizo Springs und Vieh aus den nördlich bzw. östlich gelegenen, extensiv bewirtschafteten Gegenden. Seit der Übernahme durch die MP wird die Verbindung von San Antonio nach Corpus Christi auch im Durchgangsverkehr genutzt.

## Fahrzeuge
1916 besaß die SA&G 16 Lokomotiven und 184 eigene Wagen. Nach der Übernahme durch die New Orleans, Texas and Mexico Railway aus der Firmengruppe der Missouri Pacific Railroad (MP) wurden die Fahrzeuge zunehmend von der MP und deren Tochtergesellschaften gestellt.